# Ернестина Вилхелмина фон Щолберг-Гедерн
Ернестина Вилхелмина фон Щолберг-Гедерн (на немски: Ernestine Wilhelmine zu Stolberg-Gedern; * 29 януари 1695, Гедерн; † 7 май 1759, Вехтерсбах, Хесен) от фамилията Щолберг, е графиня от Щолберг-Гедерн и чрез женитба графиня на Изенбург-Бюдинген във Вехтерсбах. Тя е прабаба на първия княз на Изенбург-Бюдинген-Вехтерсбах Фердинанд Максимилиан.

## Произход
Тя е дъщеря на граф Лудвиг Кристиан фон Щолберг-Гедерн (1652 – 1710) и втората му съпруга херцогиня Христина фон Мекленбург-Гюстров (1663 – 1749), дъщеря на херцог Густав Адолф фон Мекленбург-Гюстров и съпругата му Магдалена Сибила фон Шлезвиг-Холщайн-Готорп. Сестра е на Кристиан Ернст (1691 – 1771) и Фридрих Карл (1693 – 1767).

## Фамилия
Ернестина Вилхелмина се омъжва на 7 декември/13 декември 1725 г. в Гедерн за граф Фердинанд Максимилиан II фон Изенбург-Бюдинген (1692 – 1755), син на граф Фердинанд Максимилиан I фон Изенбург-Бюдинген (1661 – 1703) и графиня Албертина Мария фон Сайн-Витгенщайн-Берлебург (1663 – 1711). Тя е втората му съпруга. Те имат децата:
- Кристиана Августа (1726 – 1730)
- Кристиан Ернст (1728 – 1786)
- Августа (1729)
- Фридрих Август (1732 – 1768)
- Кристина (1733 – 1788)
- Луиза Шарлота (1736 – 1793)
- Августа (1738 – 1805)
- Лудвиг Максимилиан I (1741 – 1805), граф на Изенбург-Бюдинген-Вехтерсбах, женен на 26 април 1789 г. за Августа Фридерика Каролина фон Сайн-Витгенщайн-Хоенщайн (1763 – 1800)

Адолф II (1795 – 1859), граф на Изенбург-Бюдинген-Вехтерсбах
Фердинанд Максимилиан, 1. княз на Изенбург-Бюдинген-Вехтерсбах (1824 – 1903)